# GAP (matematika)
GAP je systém pro výpočty diskrétní algebry s částečným důrazem na výpočtovou teorii grup. GAP poskytuje programovací jazyk, knihovny tisíce funkcí, které provádí algebraické algoritmy napsané v jazyce GAP, stejně jako knihovny o velké objemu dat s  algebraickými objekty. Viz také přehled a popis matematických schopností. GAP je používán ve výzkumu a výuky pro studium grup a jejich reprezentace, okruhů, vektorových prostorů, algeber, kombinatorických struktur, a dalšího. Systém, včetně zdrojového kodu  je distribuován zdarma. Můžete studovat a snadno upravit nebo jej rozšířit  pro speciální použití.

## Historie
GAP byl vyvinut v Lehrstuhl D für Mathematik (LDFM), RWTH Aachen, Německo v letech 1986 až 1997. Po odchodu do důchodu J. Neubüsera z předsednictví LDFM, koordinuje vývoj a údržbu GAP Škola matematických a výpočetních věd při Univerzitě Sv.Ondřeje (St. Andrews) ve Skotsku. V létě 2005 byla koordinace převedena rovným dílem mezi 4 „GAP centra“, která se nachází na Universitě Sv. Ondřeje; RWTH Aachen; Technické Universitě Braunschweig; a Colorado State Universitě ve Fort Collins.

## Příklad
```
gap> G:=SmallGroup(8,1); # Set G to be a group of order 8.
<pc group of size 8 with 3 generators>
gap> i:=IsomorphismPermGroup(G); # Find an isomorphism from G to a group of permutations
<action isomorphism>
gap> Image(i,G); # The image of G under I - these are the generators of im G.
Group([ (1,5,3,7,2,6,4,8), (1,3,2,4)(5,7,6,8), (1,2)(3,4)(5,6)(7,8) ])
gap> Elements(Image(i,G)); # All the elements of im G.
[ (), (1,2)(3,4)(5,6)(7,8), (1,3,2,4)(5,7,6,8), (1,4,2,3)(5,8,6,7), 
   (1,5,3,7,2,6,4,8), (1,6,3,8,2,5,4,7), (1,7,4,5,2,8,3,6), (1,8,4,6,2,7,3,5) ]

```